# Abd ar-Rahman Arif
Abd ar-Rahman Arif (ur. 1916, zm. 24 sierpnia 2007 w Ammanie) – iracki wojskowy i polityk, prezydent kraju od 16 kwietnia 1966 do 17 lipca 1968, obalony przez przewrót zorganizowany przez partię Baas.

## Życiorys
Zawodowy wojskowy, dosłużył się stopnia generała. Razem ze swoim młodszym bratem Abd as-Salamem działał w irackim ruchu Wolnych Oficerów i brał udział w rewolucji 14 lipca 1958.
Wziął udział w zamachu stanu w lutym 1963, który umożliwił jego bratu powrót do władzy. Abd as-Salam Arif został po przewrocie prezydentem kraju. Znaczenie Abd ar-Rahmana Arifa wzrosło jeszcze po kolejnym zamachu stanu, w którym jego brat i popierający go wojskowi odsunęli od rządów partię Baas. Dzięki protekcji brata otrzymał znaczące stanowiska w wojsku, był szefem sztabu.

### Prezydent Iraku
Urząd prezydenta objął po śmierci brata w wypadku samolotowym. Wybrany został, zgodnie z tymczasową konstytucją, na wspólnym posiedzeniu rządu i Narodowej Rady Obrony. Drugim kandydatem na głowę państwa był premier Abd ar-Rahman al-Bazzaz, który jednak ostatecznie zrezygnował z ubiegania się o urząd. Arif został prezydentem, gdyż wojskowi uznali go za człowieka bez woli i wizji, dysponującego niewielkim doświadczeniem. W odróżnieniu od młodszego brata nie był w stanie kontrolować działalności Narodowej Rady Obrony ani ambitnych generałów, w rezultacie sparaliżowana została także działalność rządu, zarzucone wypracowywanie trwałego porozumienia z Kurdami i reforma budżetowa. Jako najważniejszych współpracowników Arif początkowo wybierał cywilów, nie chcąc uczestniczyć w rozgrywkach personalnych wśród oficerów. W elicie władzy znaleźli się nacjonaliści arabscy, opowiadający się jednak za niezależnością Iraku i niewchodzeniem w unie ani inne bliskie związki z innymi państwami. Już w czerwcu 1966 wojskowi usiłowali obalić rządy Arifa, niezadowoleni z odsunięcia od najbliższego otoczenia prezydenta. Ulegając ich naciskowi, prezydent zdymisjonował al-Bazzaza i zastąpił go oficerem Nadżim Talibem.
W maju 1967 Arif osobiście objął urząd premiera. Już w roku następnym klęska państw arabskich w wojnie sześciodniowej jeszcze osłabiła popularność rządu. Jesienią 1967 zdecydowanie poprawiły się relacje Iraku z państwami Europy Zachodniej. W lutym 1968 prezydent udał się z oficjalną wizytą do Francji, w czasie której podpisał umowę o zakupie samolotów wojskowych.
Wiosną 1968 Arif przekazał tekę premiera Tahirowi Jahji, po czym przeprowadził rozmowy z przedstawicielami partii Baas, proponując im rozszerzenie zaplecza rządowego o jej przedstawicieli, jak również o innych działaczy nacjonalistycznych. Rozmowy te nie dały spodziewanych rezultatów, partia Baas zaproponowała jedynie prezydentowi sformowanie rządu jedności narodowej. 15 lipca tego samego roku premier podał się do dymisji, co doprowadziło do ponownego załamania się działania instytucji państwowych. Rząd Tahii na nowo zaostrzył stosunki z Zachodem. Dwa dni później działacze Baas i popierający ich oficerowie przeprowadzili zamach stanu, pozbawiając Arifa władzy. Przewrót odbył się we wczesnych godzinach rannych, gdy prezydent spał; o usunięciu z urzędu poinformował go minister obrony Hardan at-Tikriti. Arif został następnie wywieziony samolotem z kraju.
Jedenaście lat spędził na emigracji w Stambule, następnie otrzymał zgodę na powrót do Iraku. Po wybuchu wojny w Iraku w 2003 ponownie emigrował do Jordanii.
Był żonaty, miał trzy córki i dwóch synów.